# Li Jing
Li Jing (čínsky 李营 , pchin-jin: Lǐ Yíng), (* 8. dubna 1978 v Liao-ningu, Čína) je bývalá čínská zápasnice – judistka.

## Sportovní kariéra
Připravovala se pod vedením Liou Jung-fua (刘永福). V čínské seniorské reprezentaci se dlouho neuměla prosadit na úkor Liou Jü-siang a později Sian Tung-mej. Šanci využila až v roce 2005 ziskem titulu mistryně světa. Formu však do olympijského roku 2008 vyudržela a na olympijských hrách nikdy nestartovala.

## Výsledky
| Turnaj            | 1998           | 1999           | 2000           | 2001           | 2002           | 2003           | 2004           | 2005           | 2006           |
| Turnaj            | 20             | 21             | 22             | 23             | 24             | 25             | 26             | 27             | 28             |
| Turnaj            | pololehká váha | pololehká váha | pololehká váha | pololehká váha | pololehká váha | pololehká váha | pololehká váha | pololehká váha | pololehká váha |
| ----------------- | -------------- | -------------- | -------------- | -------------- | -------------- | -------------- | -------------- | -------------- | -------------- |
| Mistrovství světa |                | —              |                | —              |                | —              |                | 1.             |                |
| Asijské hry       | 3.             |                |                |                | —              |                |                |                | 3.             |
| Mistrovství Asie  |                | —              | —              | —              |                | 3.             | —              | —              |                |